# 威廉 (不倫瑞克-格魯本哈根)
不倫瑞克-格魯本哈根的威廉 （德語：Wilhelm von Braunschweig-Grubenhagen，约1298年—1360年），韋爾夫家族成員，不倫瑞克-格魯本哈根親王（1322年—1360年在位）。

## 生平
威廉是不倫瑞克-格魯本哈根親王海因里希一世和其妻子邁森的阿格尼絲的第三子。1322年父親過世後，他與兄長海因里希二世和恩斯特一世共同統治格魯本哈根親王國。
由於威廉無子嗣，1360年威廉去世後，整個格魯本哈根親王國由其兄恩斯特一世統治。

## 註腳
1. 1 2  Foundation of Medieval Society: Medieval Lands Project
2. ↑  ADB:Heinrich II. de Graecia